# The Vatican Tapes
The Vatican Tapes is een Amerikaanse horrorfilm uit 2015, geregisseerd door Mark Neveldine.

## Verhaal
Angela Holmes is een jonge vrouw van 25 en dochter van een prostituee. Ze heeft verwoestende gevolgen voor de mensen om haar heen. Iedereen die ze aanraakt sterft plotseling of wordt het slachtoffer van vreemde ongelukken. Angela vraagt dan om hulp van priesters. Deze laatsten zien daarin een geval van bezetenheid en willen een exorcisme uitvoeren. De geestelijken ontdekken dat de jonge vrouw bezeten is door een zeer krachtige en oude satanische kracht.

## Rolverdeling
| Acteur               | Personage               | Opmerkingen         |
| -------------------- | ----------------------- | ------------------- |
| Olivia Taylor Dudley | Angela                  |                     |
| Michael Peña         | pater Oscar Lozano      |                     |
| Dougray Scott        | Roger                   | Angela's vader      |
| Djimon Hounsou       | vicaris Imani           |                     |
| Peter Andersson      | kardinaal Mattias Bruun |                     |
| Kathleen Robertson   | Dr. Richards            | Angela's psychiater |
| John Patrick Amedori | Peter "Pete" Smith      | Angela's vriendje   |
| Michael Paré         | rechercheur Harris      |                     |
| Alex Sparrow         | Resident Kulik          |                     |
| Cas Anvar            | Dr. Fahti               |                     |
| Alison Lohman        | psychiatrisch patiënt   |                     |

## Ontvangst
Op Rotten Tomatoes heeft The Vatican Tapes een waarde van 20% en een gemiddelde score van 4,00/10, gebaseerd op 45 recensies. Op Metacritic heeft de film een gemiddelde score van 38/100, gebaseerd op 12 recensies.